# روبرت فاربر
روبرت فاربر (بالإنجليزية: Robert Farber)‏ هو مصور أمريكي، ولد في 29 فبراير 1944 في نيوآرك في الولايات المتحدة.

## وصلات خارجية
- الموقع الرسمي